# Station Osséja
Station Osséja is een spoorwegstation in de Franse gemeente Osséja op het traject van de spoorlijn Villefranche-Vernet-les-Bains - Latour-de-Carol (in de volksmond de 'Gele trein'). Het is het meest zuidelijke station van het Franse vasteland.